# Adicocrita
Adicocrita är ett släkte av fjärilar. Adicocrita ingår i familjen mätare.
Kladogram enligt Catalogue of Life:
| Adicocrita | \| \| Adicocrita araria \| \| \| \| \| \| Adicocrita discerpta \| \| \| \| \| \| Adicocrita koranata \| \| \| \| |
|            | \| \| Adicocrita araria \| \| \| \| \| \| Adicocrita discerpta \| \| \| \| \| \| Adicocrita koranata \| \| \| \| |
|            | Adicocrita araria                                                                                                |
|            | |
|            | Adicocrita discerpta                                                                                             |
|            | |
|            | Adicocrita koranata                                                                                              |
|            | |